# Gamma (eclipsă de Soare)

Pe această schemă, conul de umbră al Lunii cade pe Pământ din partea dreaptă. Segmentul roșu este distanța dintre axa acestui con și centrul Pământului. Gamma este raportul dintre această distanță și raza ecuatorială a Pământului.

Gamma (notat γ) unei eclipse de Soare este o valoare numerică (un număr) care descrie poziția umbrei Lunii în raport cu centrul Pământului, în timpul unui asemenea eveniment.

## Definiție
Umbra Lunii, iluminate de Soare, formează un con. În timpul unei eclipse de Soare neparțiale, acest con cade pe suprafața Pământului (în timpul unei eclipse parțiale, doar penumbra atinge planeta). Atunci Gamma unei eclipse este definită ca fiind raportul dintre distanța de la axa conului umbrei Lunii la centrul Pământului și raza ecuatorială a Pământului (6.378,137 km), când eclipsa este maximă. Semnul gamma descrie poziția conului în raport cu centrul terestru: dacă este pozitiv, el trece la Nord; dacă este negativ, el trece la Sud.

## Caracteristici
Valoarea absolută a lui gamma permite să se distingă diferitele tipuri de eclipse de Soare:
- Dacă gamma este mai mic decât 0,9972, eclipsa este centrală. Axa conului umbrei cade direct pe Pământ și există locuri de pe suprafața acestuia unde centrul Lunii apare aliniat cu centrul Soarelui. Evenimentul este o eclipsă totală sau inelară centrală.
- Între 0,9972 și 1,0260, axa conului ratează Pământul. Totuși, umbra poate să fie percepută, în anumite cazuri, din regiunile polare. Evenimentul este atunci o eclipsă centrală sau inelară necentrală.
- Între 0,9972 și circa 1,55, dacă nu este îndeplinită condiția precedentă, Pământul nu traversează decât prin penumbra Lunii. Evenimentul este o eclipsă parțială.

Limita de 0,9972 pentru o eclipsă centrală provine de la forma turtită a Pământului, în care raza polară este mai scurtă decât raza ecuatorială.